# Фридрих III (Нюрнберг)
Вижте пояснителната страница за други личности с името Фридрих III.
Фридрих III фон Нюрнберг (на немски: Friedrich III von Nürnberg, „der Erber“) от род Хоенцолерн е бургграф на Нюрнберг от ок. 1260/1261 до 1297 г.

## Биография
Роден е е около 1220 година в Нюрнберг, Херцогство Бавария. Той е първият син на бургграф Конрад I (1186 – 1260/1261) и Аделхайд фон Фронтенхаузен. По-малкият му брат е Конрад II (1220 – 1314), наричан Благочестиви.
От 1246 г. той е женен за Елизабет († 18 декември 1272), сестрата на последния мъжки наследник на богатите херцози на Мерания, херцог Ото II, когото наследява в областта на Байройт през 1248 г.
Още докато баща му е жив, той всъщност управлява от 1250 г. През 1261 г. той наследява баща си. През 1273 г. участва в кралските избори за Рудолф I фон Хабсбург, с когото е приятел и който му дава правата на княз. Фридрих получава кралския съд във Франкия, участва в имперската война против изгонения Отокар II Пршемисъл от Бохемия и се бие в битката на Моравското поле при Дюрнкрут през 1278 г. През това време той става собственик на Ерланген, Арцберг, Вунзидел и други територии.
Умира на 14 август 1297 година в Кадолцбург, Бавария.

## Фамилия
Първи брак: през 1246 г. с Елизабет фон Андекс-Мерания († 18 декември 1272), дъщеря и наследник на херцог Ото I († 1234) от Андекска династия. Те имат децата:
- Йохан († пр. 24 април 1262), убит близо до Нюрнберг
- Зигмунд († пр. 24 април 1262), убит близо до Нюрнберг
- Мария (* ок. 1249, Нюрнберг; † 25 ноември или 28 март 1298), омъжена пр. 28 юли 1263 г. за граф Лудвиг V фон Йотинген († 9 ноември 1313)
- Аделхайд (* ок. 1260; † 30 май 1307), омъжена пр. 25 март 1273 г. за граф Хайнрих II фон Кастел († ок. 1307)
- Елизабет († ок. 1288), омъжена I. пр. 17 април 1280 г. за Еберхард II фон Шлюселберг († 1284); II. пр. 13 март 1285 г. за граф Готфрид II фон Хоенлое-Уфенхайм-Ентзе († 1289/1290)
- дете (1277 – 1278)

Втори брак: през 1275 г. с принцеса Хелена от Саксония (* 1247, † 12 юни 1309), дъщеря на саксонския херцог Албрехт I от фамилията Аскани и третата му съпруга Хелена от Брауншвайг (1231 – 1273), дъщеря на херцог Ото I Детето. Тя е вдовица на Хайнрих I херцог на Бреслау. Фридрих III има с нея децата:
- Йохан I (ок. 1279 – 1300), бургграф на Нюрнберг
- Анна († ок. 1357), омъжена през 1297 г. за граф Емихо фон Насау († 1334)
- Фридрих IV (ок. 1287 – 1332), бургграф на Нюрнберг